# Classement-composant
 (mars 2023).
Si vous disposez d'ouvrages ou d'articles de référence ou si vous connaissez des sites web de qualité traitant du thème abordé ici, merci de compléter l'article en donnant les références utiles à sa vérifiabilité et en les liant à la section « Notes et références ».
Un classement-composant est un classement qui est utilisé pour calculer un autre classement plus important. Cette pratique est principalement utilisée par le magazine Billboard aux États-Unis. La plupart des classements internationaux n'utilisent pas les classements-composants mais, à la place, utilisent une seule méthode de calcul : les ventes.

## Hot 100
Le Hot 100 est calculé à partir de trois classements-composants : 
- Diffusions : Hot 100 Airplay
- Ventes : Hot Digital Songs et Hot 100 Singles Sales

Notes : Quand sont calculés les ventes, les chiffres insérés dans les feuilles de calcul ne sont pas altérés. Cependant, quand on calcule les points du Hot 100, les classements-composants des ventes sont multipliés par deux avant d'être ajoutés.

## Pop 100
Le Pop 100 est calculé à partir de trois classements-composants : 
- Diffusions : Pop 100 Airplay
- Ventes : Hot Digital Songs et Hot 100 Singles Sales

Notes : Quand sont calculés les ventes, les chiffres insérés dans les feuilles de calcul ne sont pas altérés. Cependant, quand calcule les points du Pop 100, les classements-composants des ventes sont multipliés par deux avant d'être ajoutés.

## Hot R&B/Hip-Hop Singles & Tracks
Le Hot R&B/Hip-Hop Singles & Tracks est calculé à partir de deux classements-composants : 
- Diffusions : Hot R&B/Hip-Hop Airplay
- Ventes : Hot R&B/Hip-Hop Singles Sales

Notes : Les téléchargements numériques ne sont pas comptés dans le classement Hot R&B/Hip-Hop Singles & Tracks

## Hot Digital Songs
Hot Digital Songs est calculé à partir d'un classement-composant (Bien que ce composant, suivant sa nature, fournit différentes versions de ce classement).
- Ventes: Hot Digital Tracks

Notes : Le Hot Digital Songs est construit à partir du total de point de chacune des chansons du Hot Digital Tracks. Souvent, il n'existe qu'une chanson dans un classement, et alors tous les points de cette chanson sont identiques au nombre de point qu'il recevra dans les deux classements. Cependant, il est très courant d'avoir des classements pour les remixes, les versions radio, les mixes alternatifs, les versions Live etc. Chaque version de la chanson est ajouté au total de cette dernière. Même si la chanson manque de ce classer dans le Hot Digital Tracks, chaque version vendue sera ajouté au total commun.

## Classements Dance & Country
Bien qu'il y ait trois classements de Dance (Hot Dance Club Play, Hot Dance Singles Sales, et Hot Dance Airplay), il est important de noter qu'aucun des trois n'est le composant d'un autre, ni d'un classement plus général. 